# 77P/Longmore
77P/Longmore è una cometa periodica scoperta dall'astronomo Andrew Jonathan Longmore il 10 giugno 1975. Appartenente alla famiglia delle comete gioviane, è anche un membro anomalo della famiglia di comete Hilda.